# 伊斯法納
伊斯法納是吉爾吉斯的城鎮，由巴特肯州負責管轄，位於該國西南部，距離首府巴特肯150公里，始建於十六世紀，面積2.52平方公里，海拔高度1,320米，2005年人口26,915。

## 外部連結
- MSN Map[永久]
- The Official website of Isfana （页面存档备份，存于）